# Jove Orquestra Nacional d'Espanya
La Jove Orquestra Nacional d'Espanya (JONDE), en castellà Joven Orquesta Nacional de España, és una orquestra dedicada a la formació de músics espanyols a través de la pràctica del repertori simfònic i de càmera.
Va ser creada per Ordre de 17 d'octubre de 1983 del llavors Ministeri de Cultura, sent el seu primer director Edmon Colomer i Soler. Pertany a l'Institut Nacional de les Arts Escèniques i de la Música, al seu torn, un organisme depenent de l'actual Ministeri d'Educació, Cultura i Esports.
Al capdavant de la direcció artística de l'orquestra han estat a més d'Edmon Colomer (1983-1995), Llorenç Caballero Pàmies (1995-2001) i José Luis Turina des de l'any 2001.

## Directors convidats
Entre els directors convidats per la JONDE es compten entre altres Carlo Maria Giulini, Jesús López Cobos, Victor Pablo Perez, Peter Maag, Josep Pons, Alberto Zedda, Arturo Tamayo, Juanjo Mena, José Luis Temes.

## Projecció internacional
El 1996, en ocasió del centenari del naixement de Robert Gerhard i Ottenwaelder, la JONDE va ser convidada a participar en els Proms celebrats al Royal Albert Hall de Londres, convertint-se així en la primera orquestra espanyola a participar en l'esdeveniment. Coincidint amb l'últim concert de l'orquestra sota la batuta de Colomer. L'obra triada va ser la cantata The Plague (La pesta), del compositor espanyol Robert Gerhard, amb text d'Albert Camus.